# Kazimierz Kmiecik
Kazimierz Kmiecik (* 19. září 1951, Węgrzce Wielkie) je bývalý polský fotbalista, útočník.

## Fotbalová kariéra
Hrál v polské nejvyšší soutěži za Wislu Krakov, se kterou získal v roce 1978 ligový titul. Dále hrál rok na hostování ve druhé belgické lize v týmu R. Charleroi SC. Další sezónu zahájil ve Wisle Krakov, ale pak přestoupil do řeckého týmu AE Larisa 1964, kde strávil 3 sezóny a s týmem získal řecký pohár. Kariéru končil v nižších německých soutěžích v týmech Stuttgarter Kickers a Offenburger FV. V Poháru mistrů evropských zemí nastoupil v 6 utkáních a dal 4 góly, v Poháru vítězů pohárů nastoupil v 6 utkáních a dal 2 góly a v Poháru UEFA nastoupil v 5 utkáních a dal 4 góly. Za polskou reprezentaci nastoupil v letech 1972–1980 ve 35 utkáních a dal 8 gólů, ve 2 utkáních nastoupil na Mistrovství světa ve fotbale 1974, kde Polsko získalo bronzové medaile za 3. místo. V roce 1972 byl členem vítězného polského týmu na olympiádě 1972, nastoupil ve 3 utkáních. V roce 1976 byl členem stříbrného polského týmu na olympiádě 1976, nastoupil ve 4 utkáních. 

## Ligová bilance
| Ročník                                  | Zápasy | Góly | Klub                |
| --------------------------------------- | ------ | ---- | ------------------- |
| Ekstraklasa 1967/68                     | 1      | 0    | Wisla Krakov        |
| Ekstraklasa 1968/69                     | 6      | 0    | Wisla Krakov        |
| Ekstraklasa 1969/70                     | 9      | 3    | Wisla Krakov        |
| Ekstraklasa 1970/71                     | 14     | 2    | Wisla Krakov        |
| Ekstraklasa 19710/72                    | 23     | 11   | Wisla Krakov        |
| Ekstraklasa 1972/73                     | 25     | 12   | Wisla Krakov        |
| Ekstraklasa 1973/74                     | 27     | 8    | Wisla Krakov        |
| Ekstraklasa 1974/75                     | 29     | 15   | Wisla Krakov        |
| Ekstraklasa 1975/76                     | 26     | 20   | Wisla Krakov        |
| Ekstraklasa 1976/77                     | 25     | 8    | Wisla Krakov        |
| Ekstraklasa 1977/78                     | 30     | 15   | Wisla Krakov        |
| Ekstraklasa 1978/79                     | 28     | 17   | Wisla Krakov        |
| Ekstraklasa 1979/80                     | 28     | 24   | Wisla Krakov        |
| Ekstraklasa 1980/81                     | 25     | 16   | Wisla Krakov        |
| 2. belgická liga 1981/82                | 29     | 13   | R. Charleroi SC     |
| Ekstraklasa 1982/83                     | 8      | 2    | Wisla Krakov        |
| Řecká Superliga 1982/83                 | 16     | 4    | AE Larisa 1964      |
| Řecká Superliga 1983/84                 | 25     | 6    | AE Larisa 1964      |
| Řecká Superliga 1984/85                 | 23     | 10   | AE Larisa 1964      |
| 2. německá fotbalová Bundesliga 1985/86 | 29     | 7    | Stuttgarter Kickers |
| 2. německá fotbalová Bundesliga 1986/87 | 35     | 11   | Stuttgarter Kickers |
| 2. německá fotbalová Bundesliga 1987/88 | 17     | 3    | Stuttgarter Kickers |
| CELKEM                                  | 478    | 207  |                     |

## Trenérská kariéra
Od listopadu 2016 do ledna 2017 byl trenérem Wisly Krakov